# Saint-Didier-sous-Aubenas

Saint-Didier-sous-Aubenas este o comună în departamentul Ardèche din sud-estul Franței. În 1 ianuarie 2022 avea o populație de 924 de locuitori.